# Loxodera
Loxodera Launert é um género botânico pertencente à família Poaceae.
É originário do Sul de África tropical.
Trata-se de um género reconhecido pelo sistema de classificação filogenética Angiosperm Phylogeny Website.

## Taxonomia
O género foi descrito por Georg Oskar Edmund Launert e publicado em Boletim da Sociedade Broteriana, sér. 2 37: 80., no ano de 1963.

## Espécies
Segundo o The Plant List este género tem 9 espécies descritas, das quais apenas 5 são aceites:
- Loxodera bovonei (Chiov.) Launert
- Loxodera caespitosa (C.E.Hubb.) B.K.Simon
- Loxodera ledermannii (Pilg.) Launert
- Loxodera rhytachnoides (Launert) Clayton
- Loxodera strigosa (Gledhill) Clayton

## Sinonínima
- Lepargochloa Launert
- Plagiarthron Duv.